# Sri Lanka ai Giochi della XXVIII Olimpiade
Lo Sri Lanka parteciparono ai Giochi della XXVIII Olimpiade, svoltisi ad Atene, Grecia, dal 13 al 29 agosto 2004, con una delegazione di 8 atleti impegnati in tre discipline.

## Risultati

### Atletica leggera
| Q | Qualificato al turno successivo per la Classifica in qualificazione                                                          |
| q | Qualificato per il turno successivo per ripescaggio o, negli eventi su campo, conquistando la misura minima per qualificarsi |

Maschile
Eventi su pista e strada
| Atleta               | Evento   | Batteria  | Batteria   | Semifinale      | Semifinale      | Finale          | Finale          |
| Atleta               | Evento   | Risultato | Classifica | Risultato       | Classifica      | Risultato       | Classifica      |
| -------------------- | -------- | --------- | ---------- | --------------- | --------------- | --------------- | --------------- |
| Rohan Pradeep Kumara | 400 m    | 46"20     | 5º         | non qualificato | non qualificato | non qualificato | non qualificato |
| Anuradha Cooray      | Maratona | N.D.      | N.D.       | N.D.            | N.D.            | 2h19'34         | 30º             |

Eventi sul campo
| Atleta         | Evento        | Qualificazioni | Qualificazioni | Finale          | Finale          |
| Atleta         | Evento        | Distanza       | Classifica     | Distanza        | Classifica      |
| -------------- | ------------- | -------------- | -------------- | --------------- | --------------- |
| Manjula Kumara | Salto in alto | 2.20           | =20º           | non qualificato | non qualificato |

Femminile
Eventi su pista e strada
| Atleta                | Evento | Batteria  | Batteria   | Quarti di finale | Quarti di finale | Semifinale      | Semifinale      | Finale          | Finale          |
| Atleta                | Evento | Risultato | Classifica | Risultato        | Classifica       | Risultato       | Classifica      | Risultato       | Classifica      |
| --------------------- | ------ | --------- | ---------- | ---------------- | ---------------- | --------------- | --------------- | --------------- | --------------- |
| Susanthika Jayasinghe | 100 m  | dns       | —          | non qualificata  | non qualificata  | non qualificata | non qualificata | non qualificata | non qualificata |
| Damayanthi Dharsha    | 400 m  | 54"58     | 7ª         | N.D.             | N.D.             | non qualificata | non qualificata | non qualificata | non qualificata |

### Nuoto
Maschile
| Atleta         | Evento         | Batteria  | Batteria   | Semifinale      | Semifinale      | Finale          | Finale          |
| Atleta         | Evento         | Risultato | Classifica | Risultato       | Classifica      | Risultato       | Classifica      |
| -------------- | -------------- | --------- | ---------- | --------------- | --------------- | --------------- | --------------- |
| Conrad Francis | 100 m farfalla | 56"80     | 52º        | non qualificato | non qualificato | non qualificato | non qualificato |

Femminile
| Atleta          | Evento            | Batteria  | Batteria   | Semifinale      | Semifinale      | Finale          | Finale          |
| Atleta          | Evento            | Risultato | Classifica | Risultato       | Classifica      | Risultato       | Classifica      |
| --------------- | ----------------- | --------- | ---------- | --------------- | --------------- | --------------- | --------------- |
| Menaka de Silva | 50 m stile libero | 28"93     | 52ª        | non qualificata | non qualificata | non qualificata | non qualificata |

### Tiro a segno/volo
Femminile
| Atleta                | Evento                        | Qualificazioni | Qualificazioni | Finale          | Finale          |
| Atleta                | Evento                        | Punti          | Classifica     | Punti           | Classifica      |
| --------------------- | ----------------------------- | -------------- | -------------- | --------------- | --------------- |
| Pushpamali Ramanayake | Carabina 10 m aria compressa  | 386            | 38ª            | non qualificata | non qualificata |
| Pushpamali Ramanayake | Carabina 50 metri 3 posizioni | 567            | =25ª           | non qualificata | non qualificata |